# Точка сюжету
Точка сюжету — це будь-який випадок, епізод або подія на телебаченні та в кіно, яка «зачіпляється» за дію та обертає її в іншому напрямку.

## Триактна структура
Відомий вчитель сценарного мистецтва Сід Філд обговорює сюжетні моменти у своїй парадигмі, популяризованій у його книзі «Сценарій: Основи сценарного мистецтва» (1979). Він припускає, що добре структурований фільм має дві основні сюжетні точки в структурі з трьох актів. Перший головний момент відбувається через 20–30 хвилин фільму (за стандартної тривалості 120 хвилин), а другий — через 80–90 хвилин. Перша сюжетна точка завершує дію I й переносить історію в дію II; подібним чином, друга точка сюжету завершує акт II й переносить історію в останній акт, акт III.

## Опис
Сюжетні моменти відіграють важливу роль у сценарії. Вони є основним розвитком сюжету та тримають сюжетну лінію на місці. Сюжетні моменти не обов'язково повинні бути великими динамічними сценами чи послідовностями. Це можуть бути тихі сцени, під час яких приймається рішення. Сюжет — це все, що вибере сценарист. Це може бути довга або коротка сцена, хвилина мовчання чи дії. Це просто залежить від написаного сценарію. Це вибір сценариста, але це завжди випадок, епізод чи подія, які продиктовані потребами історії. У сценарії є багато сюжетних моментів, але ті, які закріплюють сюжетну лінію, це сюжетні моменти I й II. Коли сценарій буде готовий, він може містити 10-15 сюжетних моментів, більшість з яких буде в Акті II. Скільки в сценарії, залежить від історії. Мета сюжетної точки — рухати історію вперед, до розв'язки.